# Шаршенбеков, Жоломан Назарбекович
Жоламан Назарбекович Шаршенбеков (род. 29 сентября 1999, Баласары, Таласская область) — кыргызский борец греко-римского стиля, бронзовый призёр летних олимпийских игр 2024 года, двукратный чемпион мира, трехкратный чемпион Азии, призёр чемпионатов мира, участник Олимпийских игр 2020 года в Токио. Бронзовый призёр  летних Олимпийских игр 2024. Заслуженный Мастер спорта международного класса.

## Биография
В 2015 году стал чемпионом Азии среди кадетов. В 2016 году завоевал бронзовые медали чемпионатов мира и Азии среди кадетов. В 2017 году завоевал серебряные медали чемпионатов мира и Азии среди юниоров.
В 2018 году стал серебряным призёром чемпионатов мира и Азии. В декабре 2020 года в Белграде выиграл Индивидуальный Кубок мира.
На летних Олимпийских играх 2024 года в Париже, в весовой категории до 60 кг стал обладателем бронзовой медали. В схватке за третье место поборол иранского спортсмена Мехди Мохсеннеджада.

### Спортивные достижения
- Четырёхкратный чемпион Кыргызстана;
- Заслуженный Мастер спорта международного класса по греко-римской борьбе;
- Золотой призёр Чемпионата Азии (Индия, 2015);
- Бронзовый призёр Чемпионата Азии (Китайский Тайбэй, 2016);
- Бронзовый призёр Чемпионата мира (Грузия, 2017);
- Серебряный призёр Чемпионата Азии (2017);
- Серебряный призёр Чемпионата мира (Финляндия, 2017);
- Серебряный призёр Чемпионата мира (2018)
- Обладатель Индивидуального Кубка мира (2020)
- Двукратный чемпион мира (Сербия, 2022, 2023)

### Семья
Отца зовут Назарбек Рысалиев, родился в 1972 году, частный предприниматель. Мать — Гульнара Жуманалиева, родилась в 1974 году, преподает математику в гимназии № 5 в Бишкеке. У Жоламана пять братьев и сестер, он третий по старшинству.